# Broekkantmolen
De Broekkantmolen is een watermolen op de Warmbeek, die zich bevindt ten noorden van Sint-Huibrechts-Lille en ten zuidoosten van Achel, aan Geuskens 58. De molen ligt ten noorden van het Kanaal Bocholt-Herentals.

## Geschiedenis
De molen werd gebouwd in 1844, en diende als korenmolen en oliemolen. Bouwer was Louis Houben, die daarvoor mede-eigenaar van De Lilse Meulen was geweest. In 1906 kwam aan het oliemolenbedrijf een einde, en voortaan was de molen slechts als korenmolen in bedrijf. In 1933 raakten de muren van de molengebouwen zwaar beschadigd door een overstroming, die het gevolg was van een dijkbreuk. De oorspronkelijk bij de molen behorende langgevelboerderij werd niet meer hersteld, maar ze werd vervangen door een nieuw woonhuis. Vanaf 1935 werden door de toenmalige eigenaar, Johannes Peels, enkele wijzigingen aangebracht, waardoor de molen ook als zaagmolen kon fungeren.
In 1964 werd het opstuwingsrecht afgestaan aan de gemeente. Het stuw- en sluiswerk werd afgebroken, en de molen kon niet meer door waterkracht worden bedreven. De maalinrichting van de molen bleef behouden en kan met elektrische aandrijving nog functioneren. Het molenhuis is goed onderhouden en het molenrad is nog aanwezig.